# Moadon Kaduregel Maccabi Umm al-Fahm
Il Moadon Kaduregel Maccabi Umm al-Fahm (in ebraico מועדון כדורגל מכבי אום אל פאחם‎?), meglio noto come Maccabi Umm al-Fahm, è una società calcistica di Umm al-Fahm (Israele).
Fondato nel 1972, milita nella Liga Leumit, la seconda serie del campionato israeliano di calcio.